# Александър Коршунов
Александър Викторович Коршунов (роден на 11 февруари 1954 г. в Москва, РСФСР, СССР) е руски театрален и филмов актьор, театрален режисьор, директор на „Малий театр“ и учител по актьорско майсторство.
Коршунов произхожда от семейство на актьори и е син на актьора Виктор Иванович Коршунов (1929 – 2015) и актрисата, режисьор и ръководител на театър „Сфера“ Екатерина Илинична Йеланская (1929 – 2013). Завършва Московското училище за художествен театър през 1975 г. През същата година е приет в ансамбъла на Московския нов драматичен театър. От основаването на театър „Сфера“ през 1981 г. той също се появява на неговите сцени, като в същото време работи като актьор и режисьор в театър „Малий“, чийто директор е от 1984 г. От 1996 г. работи като преподавател по актьорско майсторство във Висшето театрално училище. От април 2014 г. е главен режисьор на Московската драматична театрална сфера.
Работи и като филмов актьор от 1980 г. чрез ролята си в телевизионния филм „Ключ“ и е работил по филми като „Брестката крепост“, „Времето на първите“ или „Преминаващите границата – между времената“.

## Избрана филмография
| Филми | Филми              |
| От    | Заглавие           |
| ----- | ------------------ |
| 2024  | Высшая мера        |
| 2021  | Седьмая симфония   |
| 2017  | Рубеж              |
| 2014  | Территория         |
| 2013  | Третья мировая     |
| 2012  | Чкалов             |
| 2011  | Ялта-45            |
| 2010  | Брестская крепость |
| 2009  | Царь Иоанн Грозный |
| 2008  | Спасите наши души  |
| 2005  | Парниковый эффект  |
| 1990  | Недоросль          |
| 1984  | Двойной обгон      |
| 1980  | Ключ               |